# Capitaine Napin
Le capitaine Napin (fl. 1717-1718, prénom inconnu, nom de famille parfois épelé Napping) est un pirate anglais actif dans les Caraïbes et au large de la côte est américaine. Il est surtout connu pour avoir navigué aux côtés de Benjamin Hornigold . 

## Biographie
On sait peu de choses sur les débuts de Napin. En avril 1717, il navigue aux côtés de Benjamin Hornigold. Ils pillent plusieurs navires au large de Puerto Bello et de la Jamaïque jusqu'à ce qu'ils soient chassés par le HMS Winchelsea près de Cuba. Napin se sépare de Hornigold à l'été 1717, bien qu'ils se retrouvent sporadiquement jusqu'en octobre. 
Nathaniel Brooker, naviguant sur le seneau Restauration, rapporte avoir été attaqué en août 1717 par Napin et Thomas Nichols alors qu'il faisait la traversée de Londres à Boston (Hornigold n'était pas présent). Les pirates ont laissé le Restoration repartir après l'avoir entièrement pillé, des provisions aux marchandises, des bouilloires aux poêles à frire. Brooker décrit le pavillon de Napin :« il avait dans son drapeau une tête de mort et un sablier ». Napin et son sloop, armé de 12 canons et 100 hommes, sont également à l'origine d'une attaque en solo contre une pinque nommée Adventure en septembre 1717 et contre un tender au large de Trinidad en octobre 1717. 
Début 1718, le capitaine Vincent Pearse du HMS Phoenix se rend à Nassau pour apporter la nouvelle du pardon général du roi George I à tous les pirates qui auront déposé les armes avant septembre. Nichols et Hornigold acceptent le pardon. Pearse écrit qu'« il y a un autre sloop out commandé par le capitaine Napin dont ils attendent l'arrivée d'un jour à l'autre » mais Napin ne viendra jamais et n'acceptera donc jamais le pardon du roi. Il n'y a aucune trace des activités de Napin après qu'il a été signalé comme naviguant entre le Brésil et la côte africaine en mars 1718. 